# 민 (류큐국)
민(珉 밍[*], 생년 미상 ~ 1400년 또는 1395년)은 산잔 시대 호쿠잔국(北山王国)의 제2대 국왕(재위 기간: 1393년 ~ 1395년 또는 1400년)이다.
하니지의 장남이다. 1394년 명나라에 조공했다는 기록만 남아 있을 뿐 이외의 행적에 대해서는 거의 남아있지 않다.
| 전임자 하니지 | 제2대 호쿠잔 국왕 1393년 ~ 1395년 또는 1400년 | 후임자 한안치 |

| 전임자 하니지 | 제2대 류큐왕국 호쿠잔왕 1393년 ~ 1395년 또는 1400년 | 후임자 한안치 |